# Jan Zborowski
Jan Zborowski, född 19 december 1538, död 25 augusti 1603 i Odolanów, var en polsk adelsman. Han var bror till Andrzej, Krzysztof  och Samuel Zborowski.
Zborowski bidrog kort efter Stefan Batorys tronbestigning 1575 till Danzigs underkuvande, men övergick därefter till Batorys motståndare, även om han höll sig mera på avstånd i brödernas strider mot kungen.